# Whenever I Say Your Name
Whenever I Say Your Name ist ein Duett des britischen Musikers Sting und der US-amerikanischen Sängerin Mary J. Blige. Es ist die zweite Single aus Stings siebtem Studioalbum Sacred Love (2003).

## Veröffentlichung
Die Erstveröffentlichung von Whenever I Say Your Name erfolgte als Teil von Stings siebtem Studioalbum Sacred Love am 29. September 2003. Am 10. November 2003 erschien es als zweite Singleauskopplung daraus. Auf Bliges sechstem Studioalbum Love & Life war der Titel zunächst nicht enthalten, wurde aber später bei der Wiederveröffentlichung des Albums ergänzt. Das Lied war auch Teil von Stings Kompilationsalbum Duets (2021).

## Aufnahme
Sting beschrieb im Jahr 2003 die Aufnahme wie folgt: 
Mary J. Blige war die richtige Sängerin, um dieses Duett zu singen. In dem Lied geht es darum, Trost in der Welt durch Liebe zu finden, indem man diese eine Person findet. ‚Immer wenn ich deinen Namen sage, bete ich bereits.' Das ist nicht nur romantisches Geschwafel, das ist echt. [...]

Also spielen Mary und ich diese Rollen, eine Beziehung, die voneinander abhängig und notwendig war. Und sie ist einfach so leidenschaftlich, dass es Leidenschaft in mir hervorbrachte. Ich bin nicht die leidenschaftlichste Person – Ich bin Engländer! Wir finden es sehr schwierig, Leidenschaft auszudrücken, also brauchen wir etwas Hilfe."

## Rezeption
Im Bach-Museum Leipzig heißt es: "Bachs Kleines Präludium C-Dur [BWV 924] inspirierte ihn [Sting] zu ´Whenever I Say Your Name´. Er übertrug motivische Fragmente und den harmonischen Fluss auf seinen Song, den er im Duett mit Mary J. Blige sang."

### Preise
Die Aufnahme wurde bei den 46. Grammy Awards 2004 als Beste Pop-Kollaboration mit Gesang ausgezeichnet.

### Charts und Chartplatzierungen
| ChartsChartplatzierungen     | Höchstplatzierung | Wochen |
| ---------------------------- | ----------------- | ------ |
| Schweiz (IFPI)               | 50 (5 Wo.)        | 5      |
| Vereinigtes Königreich (OCC) | 60 (1 Wo.)        | 1      |